# سیارک ۴۸۷۷۴
سیارک ۴۸۷۷۴ (به انگلیسی: 48774 Anngower، نامگذاری:1997PO2) چهل و هشت هزار و هفتصد و هفتاد و چهارمین سیارک کشف شده‌است که در ۱۰ اوت ۱۹۹۷ کشف شد.